# Joint US Military Advisory Group Thailand

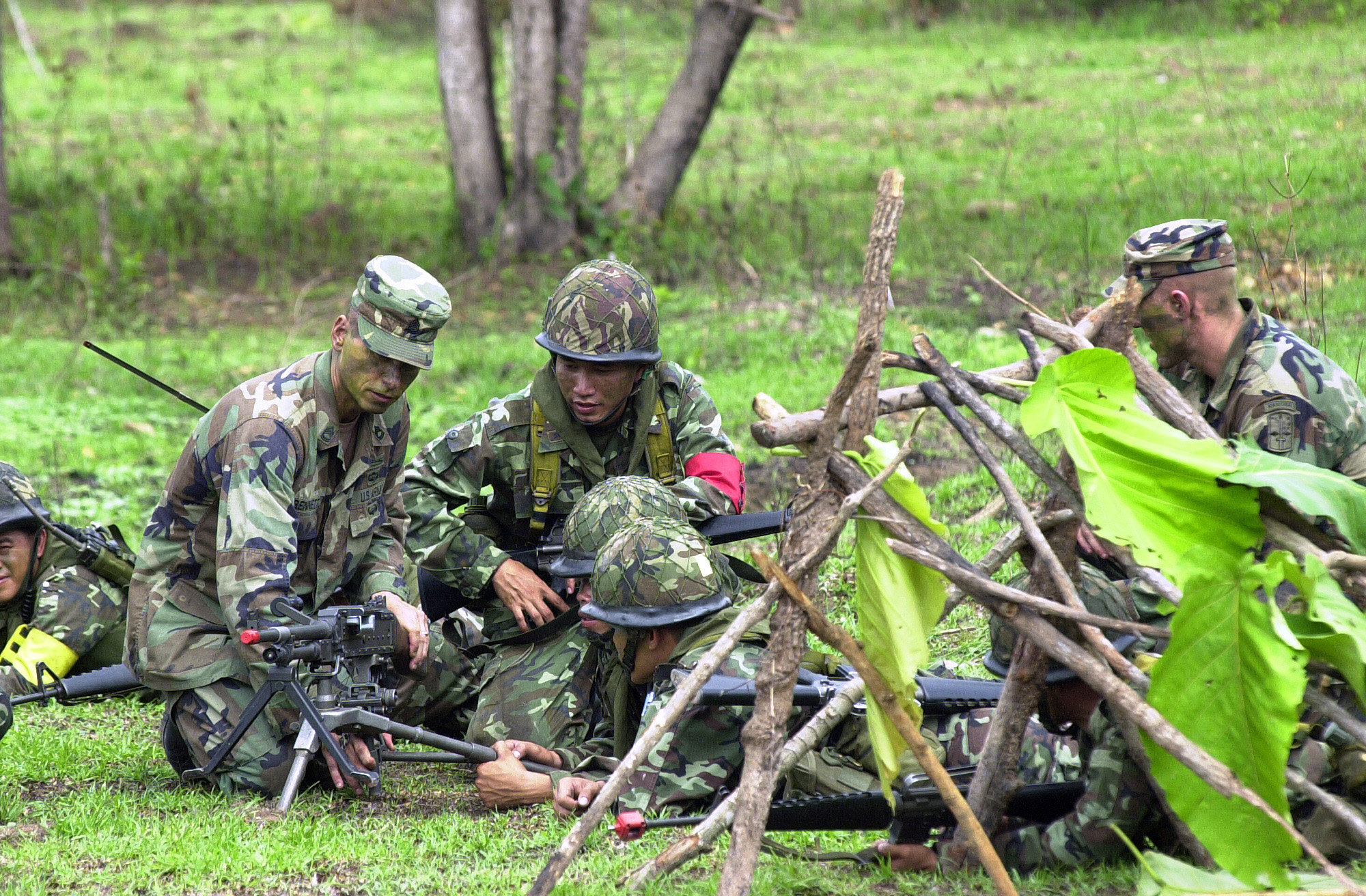
Amerikanische und Thai-Truppen während der Übung Copra Gold 2001

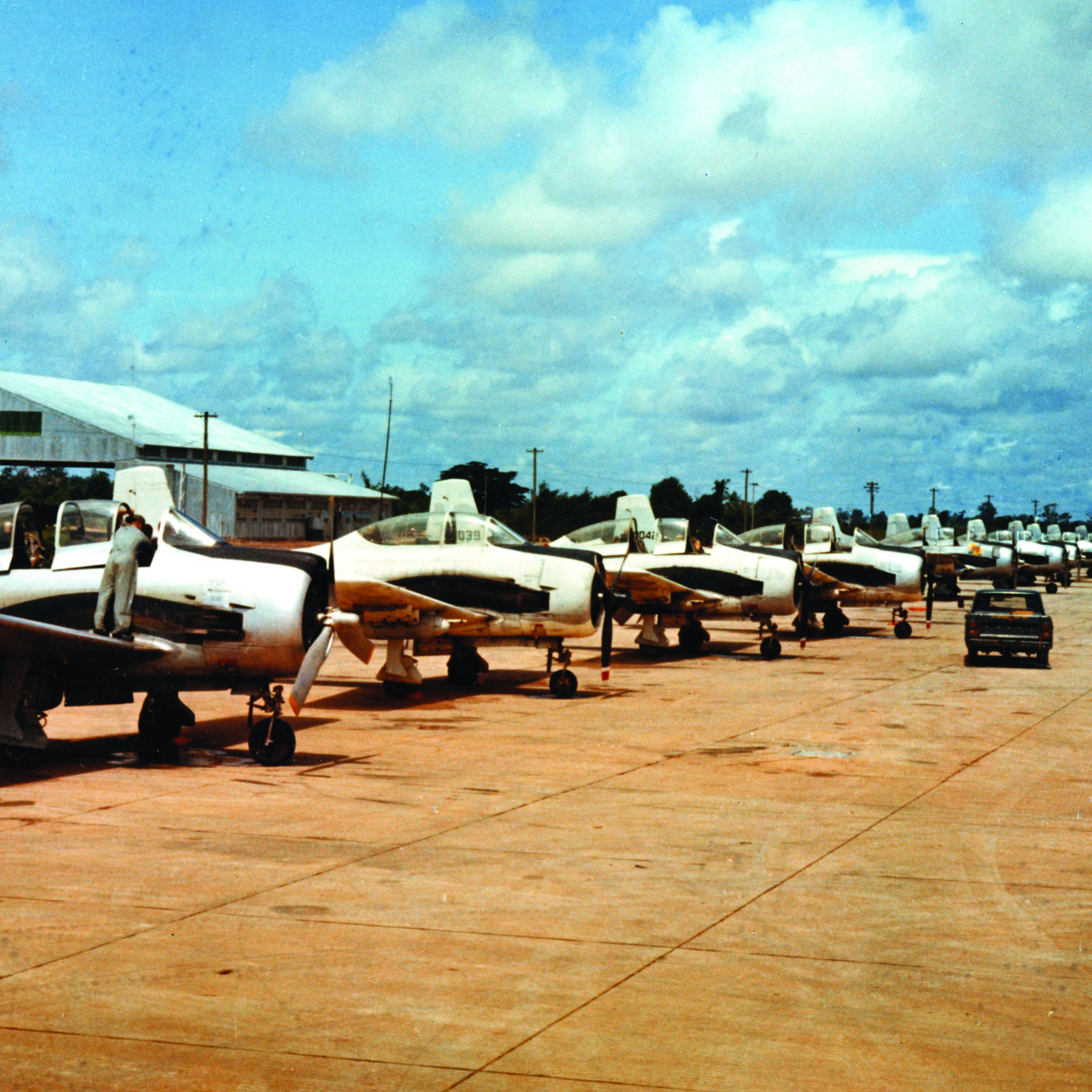
Laotische T-28 aus dem Hilfsprogramm der amerikanischen Regierung. Die militärische Hilfe wurde über das Requirements Office von der JUSMAGTHAI organisiert.

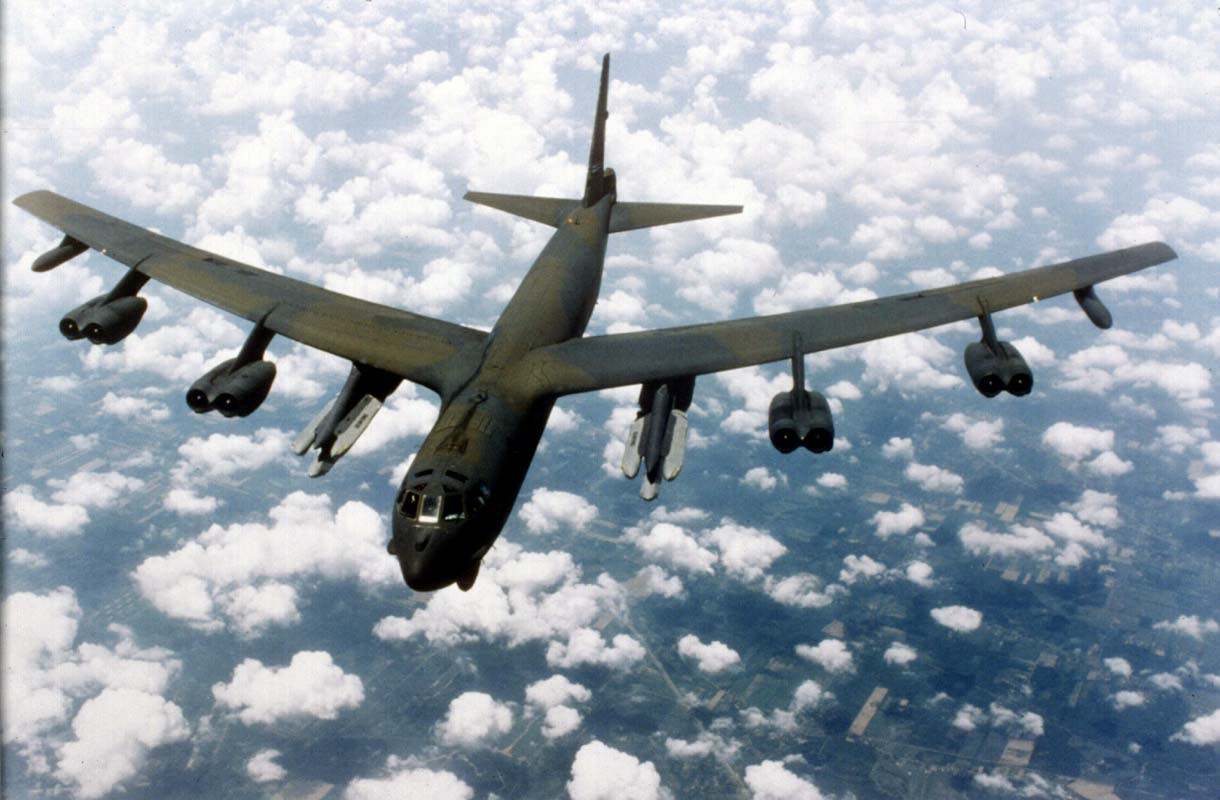
Vom Thailändischen Flughafen Utapao aus wurden B-52 Einsätze für Flächenbombardements in Vietnam durchgeführt.

Die Joint US Military Advisory Group Thailand (abgekürzt JUSMAGTHAI) ist eine Einrichtung der US-amerikanischen Streitkräfte in Bangkok, Thailand in der Sathorn Tai Road (Neben der Deutschen Botschaft). Die Militärberater des Kommandos organisieren im Jahr zirka 60 gemeinsame Militärmanöver in Thailand, darunter seit 1984 das Manöver Cobra Gold. Neben Militärmanövern ist das JUSMAGTHAI in Entwicklungsprojekten und bei der Beratung über Waffenbeschaffungen aktiv. Das JUSMAGTHAI untersteht einerseits der Amerikanischen Botschaft in Bangkok, anderseits dem Pazifik-Kommando der US-Streitkräfte in Honolulu, Hawaii. An den gemeinsamen Übungen nehmen jährlich zirka 10.000 US-Soldaten teil.
Das JUSMAGTHAI wurde im September 1950 als Military Assistance and Advisary Group Thailand, kurz MAAG Thailand gegründet. Am 22. September 1953 wurde daraus das JUSMAGTHAI gebildet. Eine wesentliche Rolle spielte das JUSMAGTHAI während des Vietnamkriegs. Bis zu 45.000 US-amerikanische Soldaten waren in Thailand stationiert und unterstanden dem JUSMAGTHAI. Die US-Luftwaffe führte Flächenbombardements von Flugplätzen der Thailändischen Luftwaffe in Vietnam, Kambodscha und Laos durch.
Auch organisierte das JUSMAGTHAI den geheimen Nachschub für die Laotischen Streitkräfte, siehe Requirements Office, nachdem das MAAG LAOS von Vientiane nach Bangkok verlegt werden musste und mit dem JUSMAGTHAI zusammengelegt wurde. Das Personal des Requirements Office in Vientiane stellte das JUSMAGTHAI. Offiziell befanden sich diese Personen aber im Ruhestand oder arbeiteten für die United States Agency of International Development USAID. Das Requirements Office wurde offiziell von der USAID betrieben, da nach der Unterzeichnung des Vertrags über die Neutralität von Laos (Englisch: International Agreement on the Neutrality of Laos), unterzeichnet am 23. Juli 1962 in Genf, die Vereinigten Staaten keine militärischen Einrichtungen in Laos mehr betrieben durften. Auch in der Ausbildung Laotischen Militärpersonals war das JUSMAGTHAI aktiv. So organisiertes es beispielsweise das Projekt Waterpump. Die US-Luftwaffe bildete Laotische und Thailändische Piloten im thailändischen Udon Thani aus.
Ein weiteres Gebiet war die Rekrutierung von thailändischen Freiwilligen für den Kampf im geheimen Krieg in Laos. Dafür wurde 1953 die Police Aerial Reconnaissance Unit kurz PARU von der thailändischen Regierung gegründet. Auch Einheiten der Border Patrol Police wurden in Laos eingesetzt.
JUSMAGTHAI finanzierte solche Operationen und bildete sie aus. Solche Einheiten wurden auch im Kampf gegen thailändische Kommunisten eingesetzt.
Auch in anderen Gebieten war das JUSMAGTHAI aktiv. So wurde der Friendship Highway zwischen Saraburi, Korat, Udon Thani und Nong Khai im verarmten Nord-Osten Thailands Isaan errichtet und Regionalflughäfen errichtet bzw. ausgebaut. 1966 befanden sich 400 amerikanische Bomber und Kampfflugzeuge und 25.000 Soldaten der US-Luftwaffe in Thailand. Der Flughafen Utapao wurde zum Drehkreuz der B52 Bomberflotte. Zwischen Dezember 1965 und Oktober 1968 wurden wöchentlich 1500 Bombenangriffe auf Vietnam von Thailand aus durchgeführt. Auch Einheiten der US-Armee und der US Marine Corps waren in Thailand stationiert und dienten zur Sicherung der Grenzen. Nach dem Ende des Vietnamkrieges wurden die Kampftruppen wieder abgezogen.